# كاثرين غروندال
كاثرين غروندال (بالنرويجية البوكمول: Cathrine Grøndahl)‏ هي قانونية وكاتِبة ومؤلفة وشاعرة نرويجية، ولدت في 4 مايو 1969 في أوسلو في النرويج.